# 刘颢
刘颢（？—476年），字彦明，彭城绥舆里（今江苏徐州）人，中国南北朝南朝宋宗室。
刘颢是宋武帝弟弟刘道怜的孙子，长沙成王刘义欣的儿子，刘瑾、刘祗、刘楷、刘瞻、刘韫、刘弼、刘鉴、刘勰的弟弟，刘述的哥哥。刘颢历任侍中、左卫将军。外放出京担任冠军将军、吴兴郡太守，没有就任。在元徽四年（476年）去世，被朝廷追赠右将军。